# فلم كوارث

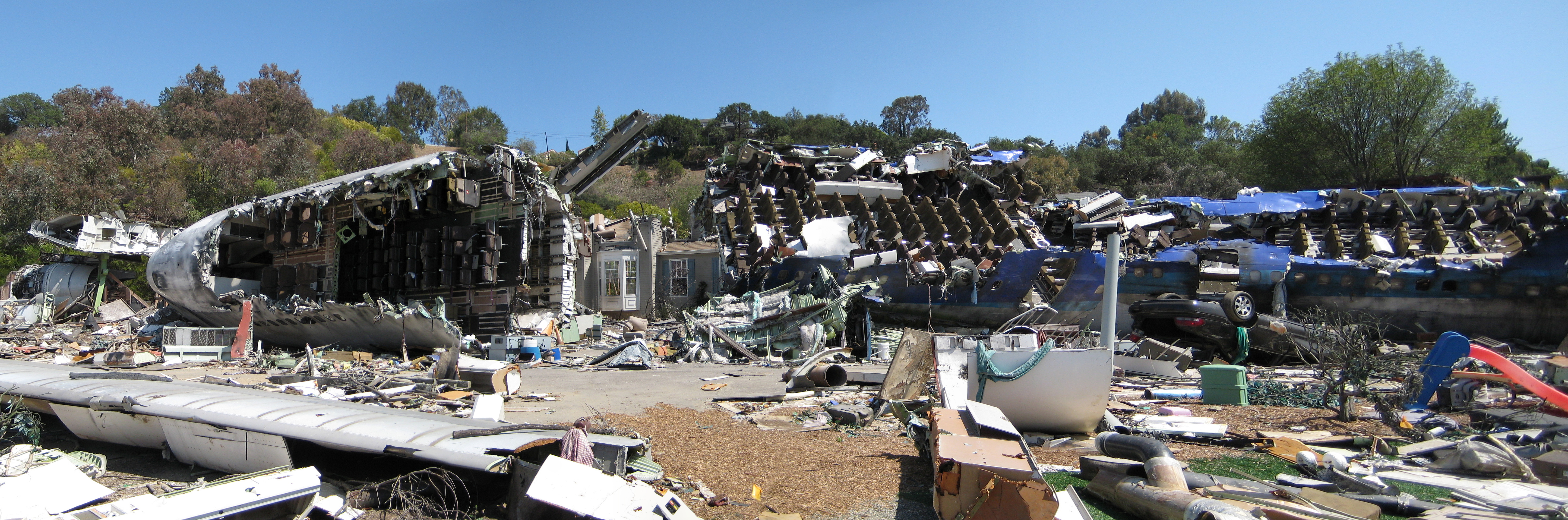

فيلم كوارث (بالإنجليزية: Disaster film) هو نوع من الافلام السينمائية التي تدور قصته حول كارثة وشيكة سوا كنت مدبرة أو طبيعية مثل الزلازل أو الكوارث المتعلقة بتعطل السفن و تحطم الطائرات أو كوارث الامراض الوبائية.

## قائمة أفلام كوارث
- اناكوندا : وهانت لالأوركيد الدم (2004)
- كتاب إيلاي (2010)
- ماكس المجنون (1979)
- النسيان (فيلم) (2013)
- إعصار (1996)
- يوم الاستقلال (1996)
- كوكب القردة (فيلم 1968) (1968)
- كوكب القردة (فيلم 2001) (2001)
- نهوض كوكب القردة (2011)
- بزوغ كوكب القرود (2014)
- الطريق (فيلم 2009) (2009)
- ماكس المجنون 2 (1981)
- عالم الماء (1995)
- الزلزال (فيلم) (1974)
- بومباي (فيلم) (2014)
- ذا إمبوسيبل (فيلم) (2012)
- سفينة نوح (1999 )
- أطلانتس: الإمبراطورية المفقودة (2001)
- بركان (1997)
- دايلايت (1996)
- دانتيز بيك (1997)
- ديب إمباكت (فيلم) (1998)
- ذا إمبوسيبل (فيلم) (2012)
- مغامرة بوسايدون (فيلم 2005) (2005,)
- ذا إمبوسيبل (فيلم) (2012)
- 2012 (فيلم) (2009)
- اليوم بعد غد (فيلم) (2004)
- الناجين (فيلم 1993) (1993)
- العمى (فيلم) (2008)
- ذا كساندرا كروسينغ (1976)
- أطفال رجال (2006)
- عدوى (فيلم) (2011)
- مقتحمو النهار (2010)
- الحدث (2008)
- أنا أسطورة (فيلم) (2007)
- آخر رجل على الأرض (فيلم) (1964)
- أولتيمت واريور (1975)
- حرب الزومبي العالمية (2013)
- حقيقة غير مريحة (فيلم) (2006)
- أرمجدون (فيلم) (1998)
- أبوللو 13 (فيلم) (1995)
- ديب إمباكت (فيلم) (1998)
- نهاية العالم (فيلم) (1977)
- جاذبية (فيلم) (2013)
- هذه هي النهاية (2013)
- دكتور سترينجلوف (1964)
- بركان هائل (2005)
- نوح (فيلم 2014) (2014)
- نهاية العالم (فيلم 2013) (2013)
- المعرفة (فيلم) (2009)
- معركة لوس أنجلوس (فيلم) (2011)
- سفينة حربية (فيلم) (2012)
- سان أندرياس (2015)
- الموج (2015)
- تيتانيك (1997)